# مارشال كوغان
مارشال كوغان (بالإنجليزية: Marshall Cogan)‏ هو مصرفي أمريكي، ولد في 1937.